# Zlatá maska (divadelní festival)

Zlatá maska

Zlatá maska (rusky: Золотая маска) je ruská národní divadelní cena a festival. Je to ruský veřejný projekt založený v roce 1993  Svazem divadelníků Ruské federace („Союз театральных деятелей Российской Федерации" (СТД РСФСР)) (STD RF). V některých zdrojích je uváděn rok 1994 z iniciativy předsedy STD RF (1986-1996) národního umělce SSSR M. A. Uljanova za účasti divadelního kritika V. G. Urina a dramatika V. V. Pavlova. Cena se uděluje inscenacím všech žánrů divadelního umění: činohra, opera, balet, opereta a muzikál a loutkové divadlo. Každý rok na jaře se v Moskvě uvádí nejvýznamnější představení z celého Ruska.
První slavnostní ceremoniál se konal v roce 1995. Projekt založený STD RF realizuje autonomní nezisková organizace „Festival zlatá maska“ za podpory moskevské vlády a Ministerstva kultury Ruské federace (2022).
Cena se uděluje v různých kategoriích:
- Nejlepší inscenace (velké drama) a nejlepší inscenace (malé drama)

- Nejlepší režie

- Nejlepší herec a nejlepší herečka v hlavní roli

- Nejlepší představitel vedlejší role

- Nejlepší inscenace loutkového divadla

- Ocenění za inovace

Pro výběr představení do soutěží jsou vytvářeny dvě odborné rady - jedna pro představení činoherního divadla a loutkových divadel, druhá pro představení opery, operety/muzikálu a baletu.
Pro určení vítězů - laureátů ze seznamu nominovaných (tajným hlasováním na základě výsledků festivalu) jsou - analogicky s odbornými radami - vytvořeny dvě odborné poroty. Jedna pro představení činoherního divadla a loutkových divadel a druhá pro představení opery, operety/muzikálu a baletu. V porotě nemohou být tvůrci a interpreti představení účastnících se festivalu, ani členové odborné rady.
Vyvrcholením festivalu je předávání cen Zlatá maska, které se koná v Moskvě a je vysíláno centrálními ruskými televizními kanály.